# Cypselurus hexazona
Cá chuồn mắt to , tên khoa học Cypselurus hexazona, là một loài cá chuồn trong họ Exocoetidae.